# Trolleybus van Aken
De trolleybus van Aken was tussen 1944 en 1974 onderdeel van het openbaar vervoer in de Duitse grensstad Aken. De enige lijn liep van de Kaiserplatz naar Baesweiler en vormde een aanvulling op het tramnet. De trolleybus werd uitgebaat door de Aachener Straßenbahn und Energieversorgungs-AG (ASEAG) die heden ten dage nog steeds instaat voor het stadsvervoer.

## Geschiedenis
Nadat de plannen van de Aachener Kleinbahn-Gesellschaft (AKG) voor de bouw van een sneltram van Aken naar Alsdorf door de crisis van de jaren 30 zonder gevolg bleven, werd tussen Aken en Alsdorf door de Reichspost aanvankelijk een postbuslijn ingelegd. 
Tijdens de Tweede Wereldoorlog slaagde de ASEAG als opvolger van de AKG erin om vanaf 1942 te beginnen met de aanleg van een trolleybuslijn tussen de Hansemannplatz en Baesweiler. Op 2 januari 1944 werd lijn 31 uiteindelijk in exploitatie genomen. Met een lengte van 19,1 kilometer was zij een van de langste trolleybuslijnen in Duitsland. Al op 13 september moest de bovenleiding op bevel van de Wehrmacht gedemonteerd worden waardoor de exploitatie stilviel.
Vanaf 1946 zette de ASEAG overwegend dieselbussen in op lijn 31. De heraanleg van de bovenleiding kon pas in 1948 starten. Op 21 november verschenen er opnieuw trolleybussen tussen Alsdorf en Baesweiler. De toen tot lijn 51 hernummerde verbinding werd op 28 februari 1949 verlengd tot Würselen en op 15 mei 1949 tot Hansemannplatz. Daar werd op 15 juni nog een keerlus rond een huizenblok over de Ottostraße tot aan de Kaiserplatz en terug over de Heinrichsallee geopend. In Aken kwam er nog een kleine zijtak naar het sportcomplex van CHIO-Aachen (Concours Hippique International Officiel). Onderweg werden er nog keerlussen aangelegd in Alsdorf en Würselen, terwijl in Baesweiler een grotere keerlus aangelegd werd rond een huizenblok tot aan de eindhalte aan de steenkoolmijn Carl Alexander. Een dienstverbinding leidde naar de tramstelplaats waar ook de trolleybussen gestald werden. Aan de eindhalte in Baesweiler bevond zich nog een kleine hal waar twee voertuigen konden overnachten.
Verdere uitbreidingsplannen werden niet gerealiseerd. Als gevolg van wijzigingen aan de wegenis, paste de ASEAG de bovenleiding tot in 1968 meermaals aan, vooral in Aken en in Alsdorf. Omdat de elektriciteitsvoorziening van de trolleybussen gekoppeld was aan dat van het tramnet, werd lijn 51 enkele maanden voor de opheffing van de laatste tramlijn 3 opgeheven. Op 3 februari 1974 verschenen op de lijn gelede dieselbussen.

## Voertuigen

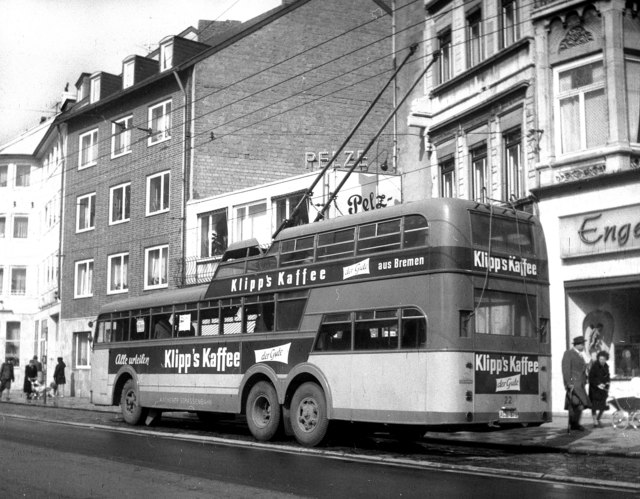
Anderhalfdeksbus 22 in het jaar 1962

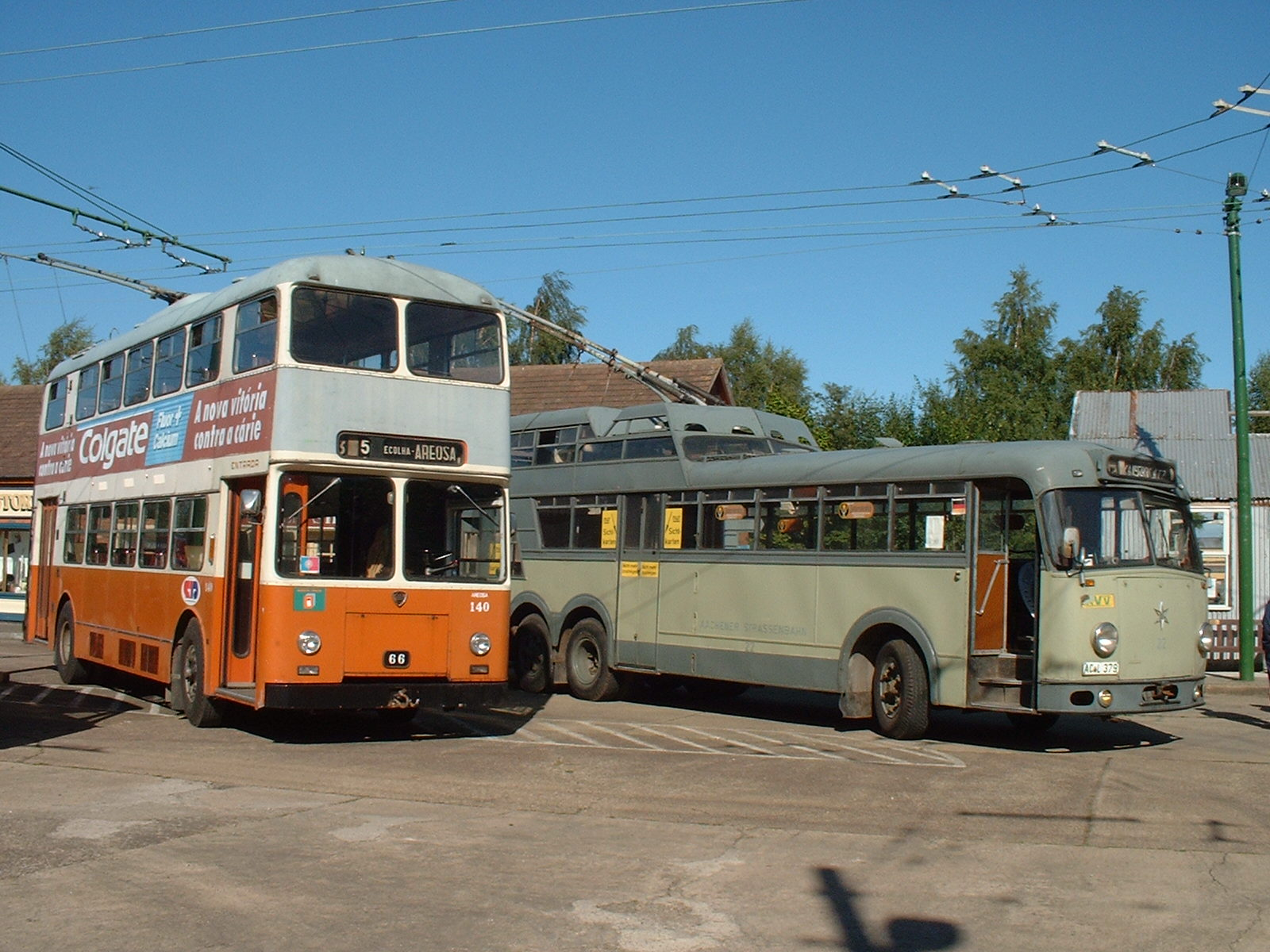
Voormalige trolleybus 22 in het trolleybusmuseum van Sandtoft

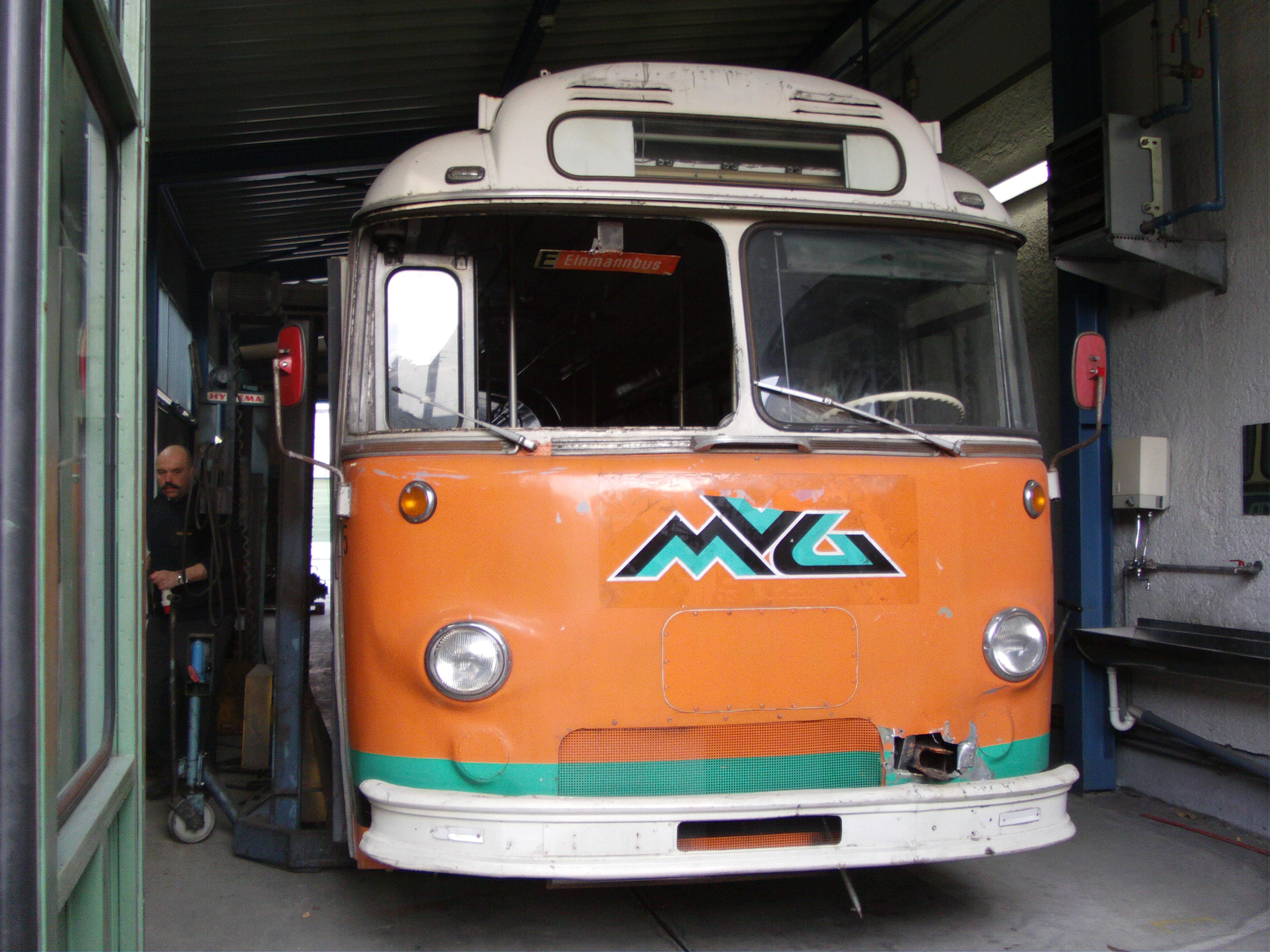
Voormalige trolleybus 28, in de tussentijd bus 35 in Kapfenberg, momenteel eigendom van Pro Obus Salzburg

Bij de opening van de lijn in 1944 stonden er acht fabrieksnieuwe tweeassers en vijf aanhangwagens ter beschikking. Telkens vier voertuigen werden geleverd door MAN/Kässbohrer en Henschel/Schumann, de elektrische uitrusting kwam van SSW. Het voertuigenpark werd al meteen versterkt met vier in Antwerpen opgeëiste trolleybussen die na het einde van de oorlog moesten teruggegeven worden. 
Vanaf 1948 konden de eerste vier trolleybussen opnieuw in dienst worden genomen, weldra aangevuld door nieuwe leveringen. In 1950 waren al dertien voertuigen voorhanden waarvan zes aanhangwagens. Tijdens het ruitertornooi leende de ASEAG daarenboven zelfs bijkomende trolleybussen van andere bedrijven. In 1952 werden vijf stuks van het standaardtype ÜHIIIs van Henschel geleverd die de nummers 14 tot 18 kregen toegewezen. In 1955 volgden drie bijkomende trolleybussen van Henschel, maar ditmaal van het type 562 E. In 1957 bestelde de ASEAG een anderhalfdeksbus die sinds 1972 opgenomen is in het Engelse trolleybusmuseum van Sandtoft. In 1962 kon de ASEAG ook vijf ÜHIIIs overnemen van het stilgelegde trolleybusbedrijf van Gummersbach.
In 1968 kocht de ASEAG van de trolleybedrijven van Bielefeld en Siegen in totaal dertien gelede voertuigen van het type HS 160, bouwjaren 1957 tot 1961. Daardoor konden alle oudere tweeassige voertuigen uit dienst worden genomen en tegelijk werd overgeschakeld op eenmansbediening. Na de opheffing van het bedrijf konden nog telkens drie gelede trolleybussen uit 1974 verkocht worden aan Kaiserslautern en het Oostenrijkse Kapfenberg. De andere voertuigen werden verschroot.